# Jasão e Medeia (pintura)
Jasão e Medeia, (em inglês:  Jason and Medea) é uma pintura a óleo no estilo pré-rafaelita criado por John William Waterhouse em 1907.

## Na Mitologia grega
Na saga dos Argonautas, quando Jasão finalmente chega na Cólquida, região que estava o Velo de ouro, mas o rei Eetes prometeu dar a ele o Velo se, ele lavrar um campo com dois touros monstruosos e indomados, de cascos de bronze e que expeliam fogo pelas narinas, que lhe tinham sido oferecidos por Hefesto. Em seguida, teria de semear no campo lavrado os dentes de um dragão que foi morto por Cadmo. 
Mas Medeia, filha do Eestes e sobrinha da feiticeira Circe, apaixonada por Jasão, vendo segundas intenções nas promessas do pai e usando seus conhecimentos mágicos cria uma poção que ajudou ele a cumprir os feitos, irritando, assim, o pai.

## Na Pintura
A pintura retrata o momento que a princesa da Cólquida, Medeia, preparando uma poção mágica para Jasão para permitir-lhe completar as tarefas definidas para ele por seu pai, Eetes.
A expressão facial determinada de Medeia mostra uma caracterização consistente com a literatura grega, particularmente da obra de Eurípedes, Medeia.
A pintura é tematicamente e visualmente semelhante ao "O Círculo Mágico" de Waterhouse.